# Hans-Gerhard Hammer
Hans-Gerhard Hammer (* 11. Juni 1948 in Sontheim; † 23. Juli 2024 in Schwäbisch Hall) war ein deutscher evangelischer Pfarrer der Evangelischen Landeskirche in Württemberg in der Region Hohenlohe, Musiker, Dirigent und Komponist vieler Kinderlieder, Kindermusicals und Hörspiele.

## Leben und Wirken
Hans-Gerhard Hammer ist als Einzelkind aufgewachsen; sein Vater war Pfarrer in Kochendorf, wo er 1964 konfirmiert wurde. Nach dem Abitur folgte ein Theologiestudium in Tübingen und Heidelberg, das Vikariat in Waldenburg, wo sein erster Kinderchor entstand. Von 1978 bis 2013 wirkte er als Pfarrer in der Kirchengemeinde Brettheim, wo er den Jugendchor „Of Sing“ und 1982 den Brettheimer Kinderchor gegründet und bis 2013 geleitet hat. Später folgte die Gründung des „Hauses der Musik und Begegnung“ in Brettheim als Gemeindehaus und Tagungsstätte mit Tonstudio.
1999 bekam er und der Brettheimer Kinderchor den Bibelpreis der Landeskirche.
Im Ruhestand war er bis 2023 in Großaltdorf und Lorenzenzimmern tätig.
Bekannt wurde er durch zahlreiche Kompositionen im Bereich von Kinderliedern, Musicals und modernen geistlichen Liedern für Erwachsene. Einige seiner Lieder sind in der Grundschule Brettheim entstanden. In der Zeit von 1983 bis 2008 schrieb er für die jährlich stattfindenden zwei Kindermissionsfeste der Liebenzeller Mission in Bad Liebenzell zum Thema passende biblische Musicals, die er dort mit dem Kinderchor uraufführte sowie auf monatlichen Touren an weiteren Orten Europas. In dieser Zeit kam es zur Zusammenarbeit mit anderen wichtigen Musikern und Liedermachern. Zu nennen sind etwa Gerhard Schnitter und Manfred Siebald und Florian Sitzmann. 
Im evangelischen Kirchenbezirk Blaufelden war er Pfarrer für Kirchenmusik, gründete den Verein zur Förderung der Kirchenmusik und bot kirchenmusikalische Wanderungen durch den Kirchenbezirk an. Er war in der Pfarrergebetsbruderschaft engagiert.
Ab 1971 war er mit Elisabeth verheiratet. Mit ihr hatte er vier Söhne. Hans-Gerhard Hammer starb im Juli 2024 nach kurzer schwerer Krankheit im Alter von 76 Jahren.

„Still geht der Tag, die müden Hände ruhn.
Arbeit und Hast versinkt, das Tagwerk ist getan.
Alles wird ruhig, und leise kommt die Nacht, 
doch, Herr, ich weiß, dass deine Liebe wacht.“

## Veröffentlichungen (Auswahl)
- Der Apostel Paulus (Singspiel), VLM, Bad Liebenzell 1984, ISBN 978-3-88002-228-7.
- In Philippi gefangen: Abenteuer im galiläischen Bergland (MC: Singspiel und Hörspiel für Jungen und Mädchen), VLM, Bad Liebenzell 1984.
- Steig am, steig ein! (MC), VLM, Bad Liebenzell 1990.
- Hell erstrahlt der neue Tag. Neue Kinderlieder zum Mitsingen (CD: mit Brettheimer Kinderchor), ERF-Verlag, Wetzlar 1994.
- Augen auf und durch und Der Aussteiger (CD: 2 Kindermusicals mit Brettheimer Kinderchor), Hänssler, Neuhausen 1998.
- Augen auf und durch und Der Aussteiger (Songbook: 2 Kindermusicals), Hänssler, Neuhausen 1998, ISBN 978-3-7751-3192-6.
- Heimlich, still, ganz leise ... (CD: mit Brettheimer Kinderchor), House of Audio, Karlsdorf 2006.
- Friede (CD: Musikalische Gedanken von und mit Hans-Gerhard Hammer und Ensemble), House of Audio, Karlsdorf 2006.
- Halleluja will ich singen. Neue Lieder mit dem Brettheimer Kinderchor, SCM Hänssler Musik, Holzgerlingen 2008.
- Klingende Wochensprüche durch das Kirchenjahr (Songbook: 64 Wochensprüche), Stein, Rot am See 2009, ISBN 978-3-00-027962-1.
- Klingende Wochensprüche durch das Kirchenjahr (Klavier-Partitur), Hammer, Vellberg 2020, ISBN 978-3-9822039-2-8.
- Klingende Wochensprüche durch das Kirchenjahr (Chor-Partitur), Hammer, Vellberg 2020, ISBN 978-3-9822039-1-1.